# 대한민국의 새만금개발청장
새만금개발청장(새萬金開發廳長)은 새만금개발청을 대표하는 직위로, 차관급 정무직공무원으로 보한다.

## 임명
- 새만금개발청장은 대통령이 임명한다.

## 역할
- 각 행정기관의 장은 소관사무를 통할하고 소속공무원을 지휘·감독한다.
- 새만금개발청장은 새만금사업에 관한 사무를 관장한다.

## 역대 청장

### 새만금개발청장
| 정부        | 대수 | 이름           | 임기                            | 비고 |
| ----------- | ---- | -------------- | ------------------------------- | ---- |
| 박근혜 정부 | 초대 | 이병국(李秉國) | 2013년 9월 12일~2017년 7월 12일 |      |
| 문재인 정부 | 2대  | 이철우(李哲雨) | 2017년 7월 13일~2019년 2월 19일 |      |
| 문재인 정부 | 3대  | 김현숙(金賢淑) | 2019년 2월 20일~2020년 8월 14일 |      |
| 문재인 정부 | 4대  | 양충모(梁忠模) | 2020년 8월 18일~2022년 5월 13일 |      |
| 윤석열 정부 | 5대  | 김규현(金奎賢) | 2022년 5월 13일~2023년 7월 5일  |      |
| 윤석열 정부 | 6대  | 김경안(金京安) | 2023년 7월 6일~2025년 7월 20일  |      |
| 이재명 정부 | 7대  | 김의겸(金宜謙) | 2025년 7월 20일~                |      |

## 같이 보기
- 새만금개발청
- 새만금개발청 차장